# Cophura fergusoni
Cophura fergusoni är en tvåvingeart som beskrevs av Wilcox 1965. Cophura fergusoni ingår i släktet Cophura och familjen rovflugor.
Artens utbredningsområde är Kalifornien. Inga underarter finns listade i Catalogue of Life.